# Caria marsyas
Caria marsyas is een vlindersoort uit de familie van de prachtvlinders (Riodinidae), onderfamilie Riodininae.
Caria marsyas werd in 1903 beschreven door Godman.